# Xã Nottinghill, Quận Ozark, Missouri
Xã Nottinghill (tiếng Anh: Nottinghill Township) là một xã thuộc quận Ozark, tiểu bang Missouri, Hoa Kỳ. Năm 2010, dân số của xã này là 121 người.